# Fairfree
Das Fischereischiff Fairfree war der weltweit erste kommerziell eingesetzte Heckfänger.

## Geschichte

### Vorgeschichte

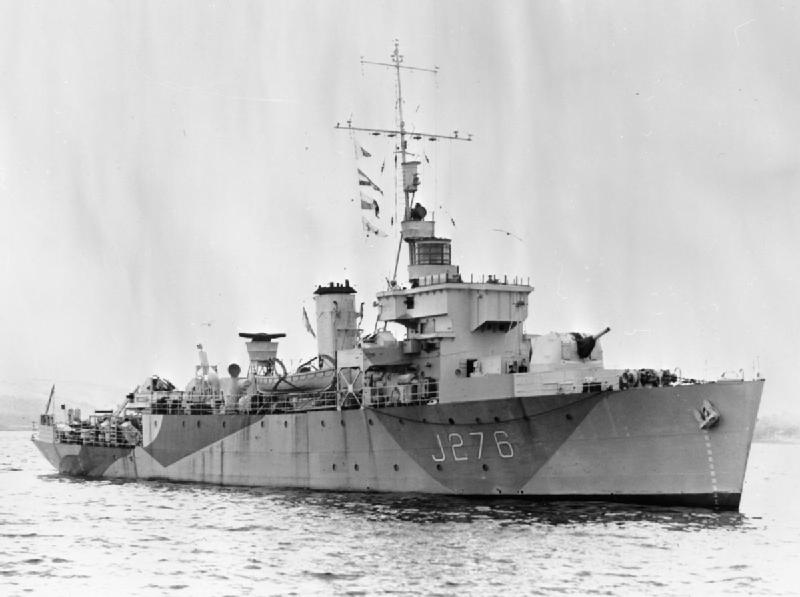
Ein Minensucher der Algerine-Klasse

Gebaut wurde das Schiff 1944 durch die Werft Redfern Shipbuilders in Toronto als kanadischer Minensucher HMCS Coppercliff. Das Schiff zählte zu den 110 gebauten Einheiten der Algerine-Klasse und wurde bei Fertigstellung an die Royal Navy übertragen, die es als HMS Felicity in Dienst stellte.
1946 erwarb ein Konsortium, das zuvor schon den experimentellen Heckfänger Oriana betrieben hatte, das nach Kriegsende zum Verkauf stehende Schiff für 5000 £ und überführte es zum Umbau zu Fairfield Shipbuilders nach Glasgow. Dort wurde ein überzähliger Kessel ausgebaut und für 3000 £ an eine lokale Brauerei veräußert. Nachdem weitere ausgebaute Teile etwa den Rest der ursprünglichen Kaufsumme aufgebracht hatten, baute Fairfields den Minensucher nach den Plänen des Ingenieurs Charles Dennistoun Burney zum Heckfänger Fairfree um. Der neue Name soll auf die Bauwerft Fairfields und den praktisch kostenfreien Erwerb des Minensuchers zurückzuführen sein.

### Einsatz als Fischereischiff
Im Oktober 1947 setzte man das umgebaute Schiff als Fairfree mit dem Glasgower Fischereikennzeichen GW19 wieder in Fahrt und begann mit den Probefahrten. Nach ausführlicher Erprobung aber noch im selben Monat übernahm die Reederei Christian Salvesen aus Leith das Schiff und setzte es unter der Fischereinummer LH217 vom neuen Heimathafen Granton/Leith und später sporadisch von Immingham aus ein. Im August 1949 erhielt die Fairfree eine neue Antriebsanlage aus zwei Zwölfzylinder-Viertakt-Dieselmotoren des Herstellers Mirrlees, Bickerton & Day aus Stockport. Weitere zwei Jahre darauf übertrug Salvesen die Fairfree an die South Georgia Company aus Leith, blieb aber weiter Betreiber des Schiffs. Ab September 1951 wurde die Fairfree in Shore, Leith Docks aufgelegt und schließlich im August 1957 für 15.000 £ an den Schiffsabbrecher Ship Breaking Industries in Charlestown Fife verkauft.
Ermutigt durch den erfolgreichen Einsatz der Fairfree gab Salvesen in den folgenden Jahren den allerersten komplett neugebauten Heckfänger Fairtry (1954) und weitere Nachbauten Fairtry II (1959) und Fairtry III (1960) in Auftrag. Schon 1954 begannen auch die Kieler Howaldtswerke mit dem Heckfängerbau (Puschkin-Serie für den Export in die Sowjetunion) und 1957 lieferte die Rickmerswerft den ersten Heckfänger für den Betrieb unter deutscher Flagge, die Heinrich Meins.